# Thaumatopsis pexellus
Thaumatopsis pexellus là một loài bướm đêm trong họ Crambidae.